# 용인바이오고등학교
용인바이오고등학교(龍仁바이오高等學校)는 대한민국 경기도 용인시 처인구 이동읍 송전리에 있는 공립 고등학교이다.

## 학교 연혁
- 1949년 6월 4일 : 이동고등공민학교 설치
- 1966년 12월 19일 : 송전농업고등학교 설립인가(농업과 3학급)
- 1967년 4월 18일 : 송전농업고등학교 개교
- 1967년 4월 20일 : 송전농업고등학교 초대 어성룡 교장 취임
- 1999년 3월 1일 : 용인농생명산업고등학교로 교명 변경
- 2002년 10월 10일 : 경기도들꽃학습원 개원
- 2008년 9월 4일 : 학과개편승인(바이오식품과 3, 조경디자인과 3, 플라워디자인과 3)
- 2009년 3월 1일 : 용인바이오고등학교로 교명 변경
- 2023년 3월 1일 : 제20대 정석진 교장 취임
- 2024년 1월 9일 : 제55회 졸업식 (43명 졸업, 연인원 5,068명)
- 2024년 3월 4일 : 신입생 입학 64명

## 설치 학과
- 바이오식품과
- 레저동물과
- 조경디자인과

## 참고 자료
- 용인바이오고등학교 - 한국교육학술정보원 학교알리미